# ビクター 6000
ビクター 6000（Victor 6000）は、フランス国立海洋開発研究所（IFREMER）が設計、運用する遠隔操作探査機（ROV）。1999年から運用されており、最大深度6,000 m（20,000 ft）まで潜航可能である。

## 概要
海洋学分野での科学研究を目的として設計されたビクター 6000は、全長8.5 kmになるアンビリカルケーブルによって母船と接続されることで電力供給と遠隔操作される探査機となるが、100時間の自律航行も可能としている。
2基のマニピュレーターアームを装備しており、様々な計測機器やツールを運搬および操作することが可能。本体下部は、ミッションの性質に応じて交換可能なモジュールで構成される。また、搭載されたカメラによる高画質な動画や写真撮影なども可能としている。
フランス国立海洋開発研究所の海洋調査船「プルクワ・パ?」や、「タラッサ」を母船としている。

## 運用実績
2002年4月30日から6月3日まで行われた海洋キャンペーンである「PHARE；Peuplements hydrothermaux, leurs associations et relations avec l'environnement（熱水集落、その関連性と環境との関係）」では、海洋調査船アタランテを母船として運用され、映画監督兼特別研究員であるジャン＝フランソワ・テルネによるドキュメンタリー映像に登場している。
フランスの水族館にある加圧水槽となるアビス・ボックスで飼育されている深海生物はビクター 6000によって採集されたものである。
2020年11月、フランスのポルクロール島南に於いて、1960年以来行方不明となっていた戦闘機、シュド・エストアキロンの捜索に使用され、水深2,400 mに沈む残骸を発見した。
2023年6月18日、カナダのニューファンドランド島沖合740キロに沈むタイタニックを見学するため出発し、行方不明となった潜水艇タイタンの捜索依頼を受けたことで現地へ空輸された。